# Tramvajová lanovka v Belleville

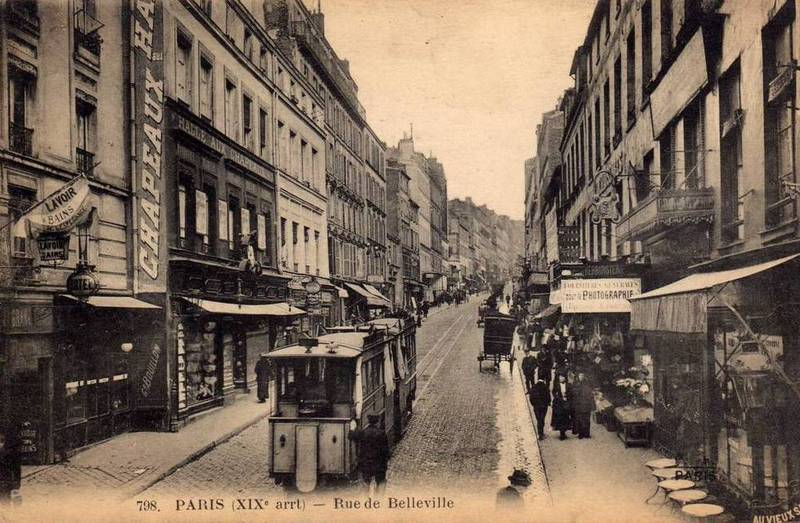
Vůz v Rue de Belleville

Tramvajová lanovka v Belleville (francouzsky Tramway funiculaire de Belleville) byla lanová tramvaj v Paříži, součást městské tramvajové sítě, provozovaná v letech 1891–1924. V roce 1935 ji nahradila linka 11 pařížského metra.

## Technická charakteristika
Jednalo se o hybridní systém spojující lanovku a tramvaj. Linka měla vést především po ulici Rue de Belleville, jejíž šířka nepřesahuje 7 m a je klikatá. Tím bylo nutno přijmout technická omezení: jednokolejná trať s pěti výhybnami, úzkorozchodná kolej s rozchodem 1000 mm, která musela být v minimální vzdálenosti 3 m od chodníku.

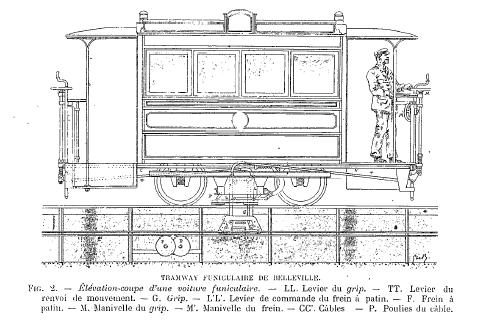
Technický nákres vozu

Dráha spojovala centrum města se čtvrtí Belleville na východě Paříže. Trať začínala na Place de la République, odkud vedla do ulice Rue du Faubourg-du-Temple, překřížila Boulevard de la Villette a pokračovala ulicí Rue de Belleville do kopce až ke konečné u kostela Saint-Jean-Baptiste de Belleville, kde se dnes nachází stanice metra Jourdain. Trať byla dlouhá 2,044 km a měla šest stanic. 
Vozy byly taženy kabelem uloženým uprostřed kolejnice. Trakční kabel o průměru 29 mm se skládal z jádra vyztuženého konopím a šesti ocelových lan. Vzhledem ke své délce 4,2 km vážil kabel 12,6 tuny. Na obou koncích tratě byla v podzemí kola o průměru 2,50 m, přes která se otáčel trakční kabel. Ten pak procházel dalšími kladkami, které zajišťovaly trvalé napnutí kabelu a vyvažovaly jeho případné napínání. Tento nekonečný kabel byl poháněn dvěma parními systémy o síle padesáti koní umístěnými v depu v ulici Rue de Belleville č. 97. Při běžném provozu byl v chodu jen jeden parní stroj a druhý sloužil jako záloha.
V provozu bylo 21 vozů o délce pěti metrů a šířce 1,60 m s kapacitou 22 cestujících (z toho bylo 14 míst k sezení na podélných lavicích). Vozy za dobu svého užívání neprošly žádnou modernizací, byly osvětleny acetylenovými lampami a v zimě nebyly vzhledem ke krátké době jízdy vyhřívány.
Vozidla byla vybavena rukojetí, kterou řidič upnul svěrač do tažného kabelu a tím se vozidlo rozjelo. Kabel se pohyboval rychlostí 3 m za sekundu (10,8 km/h) za dne a 3,5 m za sekundu (12,6 km/h) ve večerních hodinách, kdy byl menší provoz. 

## Historie
Město Belleville postavené na kopci stejného jména za hranicemi Paříže zažilo v průběhu 19. století silný populační růst. Po připojení obce k Paříži v roce 1860 vzrostla potřeba zajistit dělnické čtvrti Belleville dobré dopravní spojení s centrem města. Na konci roku 1880 bylo rozhodnuto o vybudování tramvajové linky tažené kabelem, která byla schopna vyjet do prudkého svahu kopce. Ale na rozdíl od San Francisca a dalších amerických měst se širokými rovnými ulicemi, kde se nový systém zaváděl, šířka pařížských ulic umožňovala vybudovat jen jednokolejnou trať s několika výhybnami, navíc poměrně klikatou.
V roce 1886 požádal o koncesi stavební inženýr Fournier. Po dlouhém jednání města Paříže, Ministerstva veřejných prací, Ministerstva vnitra a Ministerstva komunikací a mostů a přes protesty Omnibusové společnosti, která v tom viděla porušení svého monopolu, pařížská rada rozhodla 31. prosince 1887 povolit kabelovou tramvaj, obdobné ve velkých amerických městech jako Cincinnati, Chicago, New York a San Francisco.

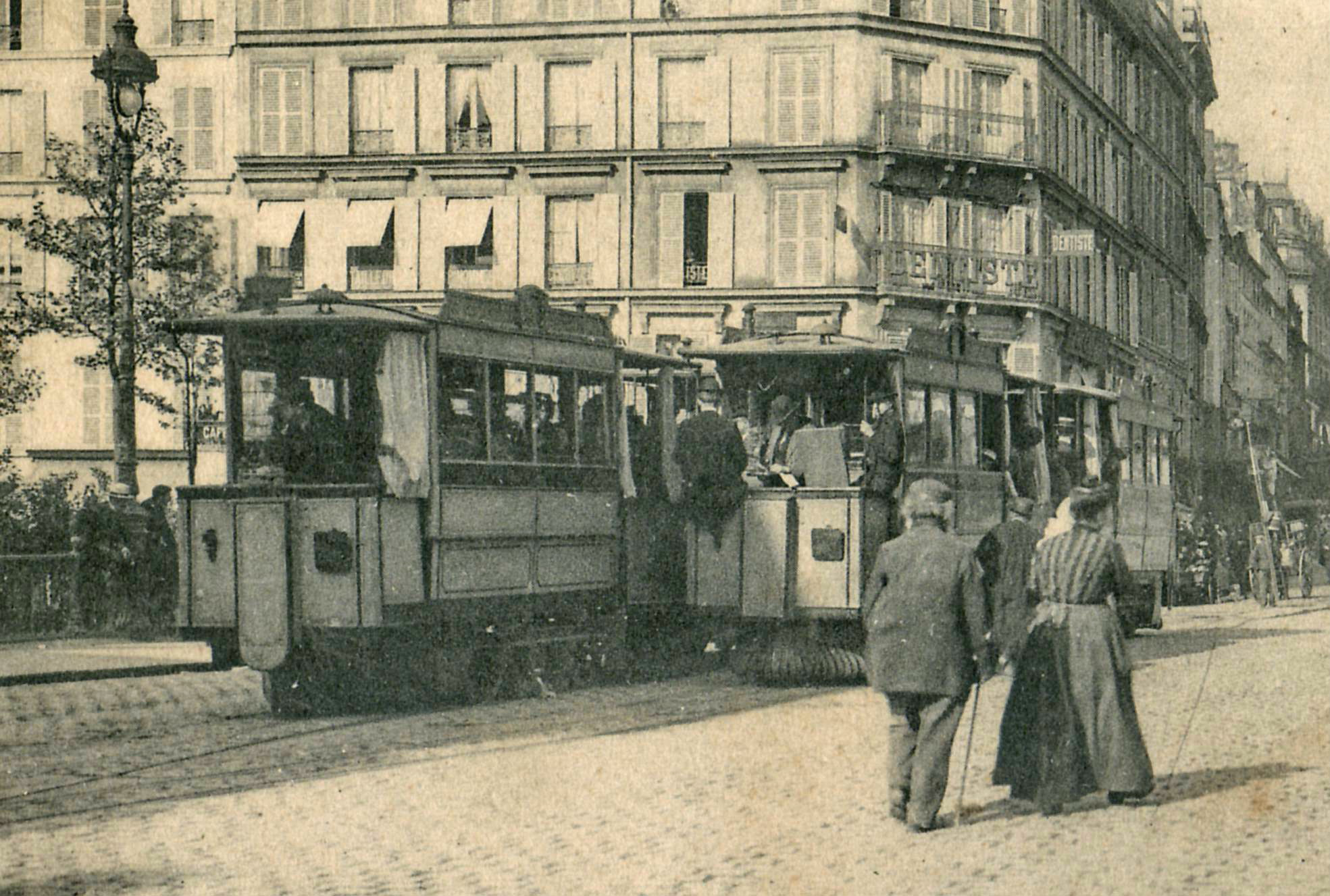
Vozy na výhybně v Rue du Faubourg-du-Temple

Linka byla 24. ledna 1889 vyhlášena veřejně prospěšnou pod dohledem generální rady departementu Seine. Smlouva mezi departementem a inženýrem Fournierem byla podepsána 5. srpna 1890. V ní se město zavázalo postavit trať za cenu ve výši jednoho miliónu franků a ing. Fournier trať provozovat za roční poplatek 50 000 franků. Pro tento účel založil Společnost Bellevillské lanovky (Compagnie du funiculaire de Belleville).
Stavebními pracemi byl pověřen městský inženýr Fulgence Bienvenüe a byly dokončeny za šest měsíců. Nicméně výstavba trakčního systému byla složitá, neboť v Evropě byla první. Tramvajová lanovka byla uvedena do provozu 25. srpna 1891.
Linka zaznamenala rychlý úspěch: v roce 1895 odbavila 4 411 000 cestujících. Kapacita linky začala rychle nedostačovat, protože nebylo možné zvýšit kvůli jednokolejné trati počet souprav. Také zvýšený provoz by byl zvláště nebezpečný pro chodce a silniční dopravu. Proto bylo rozhodnuto zapojit dva vagóny do jedné soupravy a rozšířit nástupiště. V roce 1902 tak linka přepravila rekordních 5 241 000 pasažérů.
Dne 31. května 1910 koncese skončila, město Paříž poté provozovalo trať ve vlastní režii. Linka byla v provozu i během první světové války, po ní si však vyžadovala rozsáhlou modernizaci. Provoz byl ukončen 18. července 1924 a tramvaje nahradila autobusová linka. Infrastruktura tramvajové lanovky byla zničena, vozy byly odvezeny do Issy-les-Moulineaux. V roce 1935 byla ve stejné trase otevřena linka 11 pařížského metra, která zajišťuje hlavní dopravní spojení této oblasti s centrem dodnes.
Dopravní nehody byly poměrně vzácné, především v souvislosti s opotřebením hnacího kabelu. Natržený kabel se občas omotal kolem rukojeti, což zabránilo vozidlu v zastavení. Ovšem strmost Rue de Belleville způsobila některé závažnější nehody. K největší došlo 6. ledna 1906, kdy praskl držák lana a vozidlo se utrhlo. Vůz poté nekontrolovatelně jel Rue de Belleville přes Rue des Pyrenées až nabral přibližně rychlost 120 km/h a v ulici Rue du Faubourg-du-Temple vykolejil. Cestující v panice vyskakovali za jízdy, celkem bylo 17 zraněných. V letech 1907 a 1909 tramvaj nemohla včas zabrzdit a došlo ke srážce s vozidly na křižovatce ulice Rue des Pyrénées. V lednu 1914 se přetrhl kabel a jeden z vozů sjíždějící právě po Rue de Belleville dojel až na náměstí Place de la République. Při této nehodě byl zraněno 14 osob.

## Provoz
Tramvajová lanovka obsluhovala dělnickou čtvrť a z toho důvodu byla cena jízdného velmi nízká – 0,10 franku. Tato sazba se ještě na snižovala na polovinu během ranní a večerní špičky. I přes velmi nízké ceny měla dopravní společnost díky hustotě provozu nejvyšší zisky na kilometr v Paříži.
Provoz se nezměnil po celou dobu existence: vozy jezdily každých 11 minut od pěti do šesti ráno a poté každých šest minut od šesti až do půl jedné ráno. Celkový počet jízd denně činil 364 v zimě a 382 v létě.